# Rick Rypien
Rick Joseph Rypien (16 de mayo de 1984-15 de agosto de 2011) fue un centro profesional canadiense de hockey sobre hielo. Jugó para los Canucks de Vancouver de la Liga Nacional de Hockey (NHL).
Era un jugador muy duro y solía jugar para el alce de Manitoba de la Liga Americana de Hockey (AHL), que era el socio de Canucks en la AHL. Rypien jugó cuatro temporadas con el Regina Pats, un equipo juvenil en la Liga Occidental de Hockey (WHL) antes de ir al Moose en 2005. La siguiente temporada empezó a jugar para los Canucks. Se ha lesionado mucho en la NHL y se ha perdido muchos partidos por eso.
Firmó un contrato de un año de $700.000 con los Jets de Winnipeg, pero murió antes del campo de entrenamiento. Su cuerpo fue encontrado en su casa el 15 de agosto de 2011 por la policía. Más tarde se confirmó que su muerte fue un suicidio que Rypien había luchado contra la depresión clínica a lo largo de su carrera.

## Estadísticas de carrera
| Temporada regular | Temporada regular           | Temporada regular | Temporada regular | Temporada regular | Eliminaciones directas | Eliminaciones directas | Eliminaciones directas | Eliminaciones directas | Eliminaciones directas |   |     |     |
| Temporada         | Equipo                      | Liga              | GP                | G                 | A                      | Pts                    | PIM                    | GP                     | G                      | A | Pts | PIM |
| ----------------- | --------------------------- | ----------------- | ----------------- | ----------------- | ---------------------- | ---------------------- | ---------------------- | ---------------------- | ---------------------- | - | --- | --- |
| 2001–02           | Crowsnest Pass Timberwolves | AJHL              | 57                | 12                | 10                     | 22                     | 143                    | —                      | —                      | — | —   | —   |
| 2001–02           | Regina Pats                 | WHL               | 1                 | 0                 | 0                      | 0                      | 0                      | —                      | —                      | — | —   | —   |
| 2002–03           | Regina Pats                 | WHL               | 50                | 6                 | 12                     | 18                     | 159                    | 5                      | 1                      | 1 | 2   | 21  |
| 2003–04           | Regina Pats                 | WHL               | 65                | 19                | 26                     | 45                     | 186                    | 4                      | 0                      | 1 | 1   | 18  |
| 2004–05           | Regina Pats                 | WHL               | 63                | 22                | 29                     | 51                     | 148                    | —                      | —                      | — | —   | —   |
| 2004–05           | Manitoba Moose              | AHL               | 8                 | 1                 | 1                      | 2                      | 5                      | 14                     | 0                      | 0 | 0   | 35  |
| 2005–06           | Manitoba Moose              | AHL               | 49                | 9                 | 6                      | 15                     | 122                    | 13                     | 1                      | 1 | 2   | 22  |
| 2005–06           | Vancouver Canucks           | NHL               | 5                 | 1                 | 0                      | 1                      | 4                      | —                      | —                      | — | —   | —   |
| 2006–07           | Manitoba Moose              | AHL               | 14                | 3                 | 3                      | 6                      | 35                     | —                      | —                      | — | —   | —   |
| 2006–07           | Vancouver Canucks           | NHL               | 2                 | 0                 | 0                      | 0                      | 5                      | —                      | —                      | — | —   | —   |
| 2007–08           | Manitoba Moose              | AHL               | 34                | 3                 | 11                     | 14                     | 81                     | 6                      | 0                      | 0 | 0   | 10  |
| 2007–08           | Vancouver Canucks           | NHL               | 22                | 1                 | 2                      | 3                      | 41                     | —                      | —                      | — | —   | —   |
| 2008–09           | Vancouver Canucks           | NHL               | 12                | 3                 | 0                      | 3                      | 19                     | 10                     | 0                      | 2 | 2   | 40  |
| 2008–09           | Vancouver Canucks           | NHL               | 69                | 4                 | 4                      | 8                      | 126                    | 7                      | 0                      | 1 | 1   | 7   |
| 2010–11           | Vancouver Canucks           | NHL               | 9                 | 0                 | 1                      | 1                      | 31                     | -                      | -                      | - | -   | -   |
| 2010–11           | Manitoba Moose              | AHL               | 11                | 0                 | 2                      | 2                      | 9                      | 7                      | 1                      | 0 | 1   | 10  |
| NHL totals        | NHL totals                  | NHL totals        | 119               | 9                 | 7                      | 16                     | 226                    | 17                     | 0                      | 3 | 3   | 47  |
| AHL totals        | AHL totals                  | AHL totals        | 116               | 16                | 23                     | 39                     | 252                    | 40                     | 2                      | 1 | 3   | 77  |